# Anemia megaloblastica
Con il termine anemia megaloblastica si fa riferimento a un gruppo eterogeneo di anemie caratterizzato dalla presenza di grandi precursori dei globuli rossi, chiamati megaloblasti, nel midollo osseo.

## Epidemiologia e storia
L'anemia megaloblastica non è rara, ma i dati sulla sua prevalenza sono insufficienti. Inoltre, esiste una variazione tra le diverse popolazioni, che può dipendere dall'assunzione di folati dai prodotti alimentari, dalla frequenza di malattie croniche, come l'anemia perniciosa e l'infezione da H. pylori e dalle pratiche alimentari culturali/personali.
In uno studio del 2016 condotto nei Paesi Bassi su oltre 3000 pazienti affetti da anemia, solo il 7,5% dei casi presentava anemia macrocitica. Circa l'1,4% di tutti i casi era dovuto a carenza di vitamina B12 e lo 0,5% a carenza di folati. Rispetto al sottogruppo con anemia macrocitica, ciò si traduceva in una prevalenza del 18% per la carenza di B12 e del 6% per la carenza di folati.
L'incidenza dell'anemia megaloblastica aumenta con l'età e i pazienti anziani (oltre i 60 anni) che vivono in strutture o centri di assistenza per anziani sembrano avere una prevalenza più elevata rispetto ai loro coetanei che vivono in modo indipendente.
L'anemia perniciosa è la causa più frequente di anemia correlata alla carenza di cobalamina a livello mondiale e di solito si manifesta in individui di età superiore ai 40 anni. La sua incidenza è più elevata nel Regno Unito e nei paesi nordici rispetto ad altri paesi sviluppati.
L'incidenza della carenza di folati è bassa, soprattutto nei paesi con supplementazione di folati nei prodotti alimentari. Un rapporto canadese del 2015 ha riportato una prevalenza dello 0,16% di carenza di folati nei pazienti ospedalizzati, con disturbo da uso di alcol, sindromi da malassorbimento e ridotto apporto orale dovuto a diagnosi di salute mentale tra le cause identificate.

## Eziologia
Le carenze di vitamina B12 e acido folico sono le principali cause di anemia megaloblastica. La carenza clinica di rame può causare anemia microcitica, normocitica o macrocitica e neutropenia.
In rari casi, l'anemia megaloblastica è dovuta a problemi ereditari:
- sindrome dell'anemia megaloblastica sensibile alla tiamina: una malattia autosomica recessiva caratterizzata da anemia megaloblastica associata a diabete mellito e perdita dell'udito neurosensoriale a esordio precoce;[9]
- deficit ereditario del fattore intrinseco o del suo recettore nell'intestino: la sindrome di Imerslund-Gräsbeck, nota anche come anemia megaloblastica giovanile, è causata da mutazioni bi alleliche che colpiscono il recettore ileale del complesso vitamina B12 - fattore intrinseco. I pazienti affetti da questa condizione presentano anche proteinuria e alterazioni nel metabolismo della vitamina D;[10][10]
- alcuni neonati soffrono di sindrome da malassorbimento congenito dell'acido folico.[2]

L'anemia megaloblastica indotta da farmaci può verificarsi a causa di una varietà di medicinali attraverso diversi meccanismi. I farmaci noti per causare cambiamenti megaloblastici nel midollo osseo includono:
- Allopurinolo
- Azatioprina
- Capecitabina
- Cladribina
- Fludarabina
- Fluorouracile
- Gadolinio
- Gemcitabina
- Idrossiurea
- Lamivudina
- Leflunomide
- Mercaptopurina
- Metotrexato
- Micofenolato mofetile
- Trimetoprim
- Zidovudina

## Patogenesi

### Complicanze
Le complicanze dell'anemia megaloblastica variano in base alla causa specifica. La più preoccupante nei pazienti con anemia megaloblastica dovuta ad anemia perniciosa è il rischio di tumori gastrici. Gli studi indicano un'incidenza dello 0,27% per paziente all'anno e un rischio sette volte maggiore di sviluppare il cancro gastrico rispetto alla popolazione generale. Inoltre, è stato osservato un aumento del rischio di adenocarcinoma gastrico e carcinoide gastrico in questi pazienti.
La carenza di acido folico è associata a difetti del tubo neurale nel feto, una complicazione grave ma prevenibile con un'adeguata supplementazione durante la gravidanza. Inoltre, una dieta povera di acido folico o una sua carenza possono aumentare il rischio di tumori alla testa e al collo, alla cavità orale e alla faringe, all'esofago, al pancreas, alla vescica e alla cervice uterina.

### Fisiopatologia
La fisiopatologia di questo gruppo di anemie è caratterizzata da eritropoiesi inefficace, secondaria all'apoptosi intramidollare dei precursori delle cellule ematopoietiche, causata da anomalie nella sintesi del DNA. Di conseguenza, il nucleo e il citoplasma non maturano contemporaneamente. Il citoplasma, in cui la sintesi dell'emoglobina non è alterata, matura a un ritmo normale, mentre il nucleo, con sintesi del DNA compromessa, non si sviluppa completamente. Le cellule si bloccano nella fase di sintesi del DNA (fase S) e accumulano errori di replicazione del DNA, che portano infine alla morte cellulare per apoptosi.
Il ruolo principale del folato è quello di donare gruppi metilici nella sintesi del DNA. La vitamina B12 funge da cofattore nella reazione che ricicla il 5-metil-tetraidrofolato (5-metil-THF) trasformandolo nuovamente in tetraidrofolato (THF). La generazione del THF è collegata alla conversione dell'omocisteina in metionina. La carenza di vitamina B12 provoca un blocco del folato nella forma 5-metil-THF, portando anche a una carenza di metionina.
Con la sintesi alterata del DNA, l'ematopoiesi viene compromessa poiché le cellule precursori ematopoietiche si dividono rapidamente. I precursori nucleati nel midollo osseo sviluppano nuclei immaturi o morfologicamente anormali e grandi metamielociti, con globuli rossi macrocitici e neutrofili ipersegmentati nello striscio di sangue periferico. Una carenza prolungata porta alla emolisi intramidollare delle cellule precursori eritropoietiche in sviluppo nel midollo osseo.
La fisiopatologia dell'anemia perniciosa è legata alla presenza di autoanticorpi contro il fattore intrinseco o contro gli antigeni delle cellule parietali gastriche. Questi anticorpi non sono né sensibili né specifici per l'anemia perniciosa e non possono essere utilizzati da soli per formulare la diagnosi.

### Anatomia patologica
La valutazione di laboratorio rivela ipercellularità midollare e segni periferici di emolisi con un basso conteggio di reticolociti. La fisiopatologia del danno neuronale associato all'anemia megaloblastica rimane poco chiara.
Nel mielogramma, la megaloblastosi si manifesta con la presenza di megaloblasti e neutrofili ipersegmentati, rilevabili in uno striscio di sangue periferico. Poichilocitosi e anisocitosi sono comuni a causa dell'eritropoiesi inefficace. La valutazione del midollo osseo mostra ipercellularità con maturazione anomala e proliferazione dei precursori dei globuli rossi. Gli eritroblasti evidenziano un mancato sviluppo della maturazione nucleare, mantenendo la cromatina aperta o lassa e un citoplasma maturo normale.

## Clinica

### Segni e sintomi
La manifestazione più comune dell'anemia megaloblastica è un riscontro accidentale asintomatico durante gli esami di laboratorio di routine. Solitamente, l'anemia si sviluppa gradualmente e i sintomi sono presenti solo nei pazienti con anemia grave. Tra i sintomi comuni vi sono debolezza, respiro affannoso (soprattutto sotto sforzo), palpitazioni e senso di stordimento. L'esame fisico può rivelare pallore, tachicardia, soffio cardiaco funzionale, glossite di Hunter e splenomegalia. L'ittero può manifestarsi a causa della emolisi intramidollare.
Esistono alcune differenze minori tra le manifestazioni cliniche causate da carenza di cobalamina e carenza di acido folico. Nella carenza di vitamina B12, le manifestazioni neurologiche sono osservabili. I sintomi principali includono parestesia e disturbi dell'equilibrio. I pazienti con carenza di vitamina B12 possono presentare dolori lancinanti causati da neuropatia periferica, che colpisce principalmente gli arti inferiori. Meno frequentemente, possono svilupparsi disturbi visivi causati da atrofia ottica. L'esame clinico solitamente mostra una perdita del senso vibratorio e della propriocezione con un test di Romberg positivo. Il riflesso di Babinski, l'iporeflessia e il clono sono meno frequenti. Inoltre, possono verificarsi disturbi psicologici, inclusa una forma di demenza. Questi disturbi neurologici potrebbero non essere completamente reversibili dopo la terapia di sostituzione.
L'anemia perniciosa è frequentemente associata ad altre condizioni autoimmuni, come la malattia autoimmune della tiroide, il diabete di tipo 1 e la vitiligine.

### Esami di laboratorio e strumentali
La valutazione del midollo osseo può rivelare mielodisplasia e anemia megaloblastica. La sospetta diagnosi di anemia megaloblastica dovrebbe essere considerata con particolare attenzione nei pazienti con anemia macrocitica inspiegata (volume corpuscolare medio > 100 fL) o neutrofili ipersegmentati nello striscio di sangue periferico.
Un MCV superiore a 115 fL è più specifico per una carenza di vitamina B12 o acido folico rispetto ad altre cause di macrocitosi. Tuttavia, un MCV normale non esclude l'anemia megaloblastica. Il conteggio dei reticolociti è un parametro utile nella valutazione di questa patologia. Nei pazienti con un tipico quadro ematico periferico e un basso numero di reticolociti, gli unici test necessari sono il dosaggio sierico di vitamina B12 e folati. Nei pazienti con una dieta normale, il dosaggio dei folati può essere omesso.
Tuttavia, in caso di sospetti disturbi dell'assorbimento o di malnutrizione (es. un consumo eccessivo di alcol), entrambi i livelli devono essere misurati. I valori di B12:
- > 300 pg/mL (221 pmol/L) è considerato normale;
- 200 - 300 pg/mL (148 - 221 pmol/L) è borderline e richiede ulteriori accertamenti per confermare la diagnosi e chiarirne la causa;
- < 200 pg/mL (148 pmol/L) è indicativo di carenza, con ulteriori test necessari solo per determinare la modalità di somministrazione.

È importante notare che questo test non è affidabile nei pazienti con autoanticorpi contro il fattore intrinseco, generando risultati falsamente negativi. Livelli falsamente bassi di vitamina B12 possono essere osservati nei pazienti con mieloma multiplo, infezione da HIV, gravidanza, uso di contraccettivi orali e somministrazione di difenilidantoina. Al contrario, livelli falsamente elevati possono verificarsi in caso di neoplasie mieloproliferative, epatopatia alcolica e insufficienza renale. Un livello di folati compreso tra 2 e 4 ng/mL (4,5 - 9,1 nmol/L) è considerato borderline. Un valore inferiore a 2 ng/mL (4,5 nmol/L) è indicativo di carenza di folati.
I livelli di acido metilmalonico e omocisteina possono essere valutati nei pazienti con risultati borderline e vengono spesso richiesti per confermare una carenza di vitamina B12. L'acido metilmalonico aiuta anche a distinguere tra una carenza di vitamina B12 e di folati, poiché è elevato nella carenza di vitamina B12 ma non in quella di folati. Tuttavia, nei pazienti con insufficienza renale, i livelli di acido metilmalonico possono essere falsamente elevati, rendendo il test meno affidabile. L'omocisteina risulta elevata sia nella carenza di vitamina B12 che in quella di folati.
Nei pazienti con evidenza di carenza di vitamina B12, è opportuno eseguire test per la ricerca di autoanticorpi contro il fattore intrinseco. Sebbene la sensibilità di questo test sia bassa, la specificità è elevata, e un risultato positivo è diagnostico per anemia perniciosa. Un titolo negativo di anticorpi contro il fattore intrinseco può essere riscontrato nei pazienti con autoanticorpi contro le cellule parietali gastriche.
È fondamentale eseguire i test per la carenza di vitamina B12 e folati contemporaneamente per diagnosticare eventuali deficit concomitanti. In caso di integrazione di folati senza somministrazione di vitamina B12 in presenza di un deficit sottostante di vitamina B12, le manifestazioni neurologiche della carenza di vitamina B12 potrebbero non essere trattate e potrebbero persino aggravarsi.

### Diagnosi differenziale
L'emocromo può mostrare macrocitosi nelle anemie macrocitiche non megaloblastiche. Il conteggio dei reticolociti aiuta a distinguere tra due condizioni principali: se è presente la reticolocitosi, le cause più probabili sono l'anemia emolitica e l'emorragia acuta. Se invece i reticolociti sono ridotti, le possibili cause includono ipotiroidismo, alcolismo, disfunzione epatica e alcuni farmaci.
In alcuni casi, è necessario eseguire un'aspirazione midollare dopo aver escluso carenze di vitamina B12 o acido folico, poiché alcuni disturbi come la sindrome mielodisplastica e l'anemia sideroblastica possono manifestarsi come anemia megaloblastica refrattaria. Le condizioni comuni associate all'anemia megaloblastica includono:
- epatite alcolica
- gastrite atrofica
- tumore dello stomaco
- celiachia
- sprue tropicale
- sindrome mielodisplastica
- anemia aplastica
- anemia sideroblastica acquisita
- omocistinuria

## Trattamento
La vitamina B12 e l'acido folico possono essere somministrati per via orale o parenterale. In assenza di malassorbimento, la via orale è generalmente preferita, ma nei casi di sintomi neurologici, gravidanza o infanzia è consigliata la somministrazione parenterale. Nei pazienti con anemia sintomatica può essere necessaria una trasfusione di sangue poiché la correzione dell'anemia con la supplementazione di vitamina B12 e acido folico non è immediata.
La dose raccomandata di vitamina B12 per i bambini è di 50-100 mcg una volta a settimana per via parenterale, mentre per gli adulti è di 1000 mcg settimanali fino alla correzione della carenza, seguita da dosi mensili o bimestrali. L’assunzione orale di 1000 mcg al giorno è altrettanto efficace, salvo problemi di malassorbimento. Per l’acido folico, la dose consigliata è 1 mg al giorno fino alla correzione della carenza.
I segni di recupero dell’anemia si osservano entro 1-2 mesi, mentre i sintomi neurologici possono impiegare dai 3 ai 12 mesi per migliorare. In alcuni casi, il danno neurologico può risultare irreversibile, sottolineando l'importanza di una diagnosi precoce e di un trattamento tempestivo. Il trattamento con la sostituzione del rame corregge rapidamente le manifestazioni ematologiche della malattia, mentre le manifestazioni neurologiche possono richiedere più tempo.

### Prognosi
La prognosi dell'anemia megaloblastica è generalmente favorevole se viene identificata correttamente la causa e si instaura un trattamento adeguato. Le anomalie ematologiche migliorano con una corretta supplementazione, mentre le manifestazioni neurologiche possono richiedere più tempo per risolversi. Una diagnosi precoce e un intervento tempestivo migliorano significativamente l'andamento della malattia, che di solito non comporta gravi conseguenze.
Tuttavia, alcune complicazioni possono portare a esiti negativi, come la possibilità di sviluppare tumori gastrici nei pazienti con anemia perniciosa, che rappresenta una causa dell'anemia megaloblastica. È importante notare che questi rischi sono legati direttamente all'anemia perniciosa e non all'anemia megaloblastica stessa.